# YURIMARI
YURIMARI(유리마리)는 일본에서 활동한 에이벡스 소속의 2인조 여성 듀오이다. TV도쿄에서 방영한 오디션 프로그램 «ASAYAN» 출신의 YURI(유리)와 MARI(마리)가 결성하여 1999년 싱글 앨범 «スーパースター☆ハムスター»(슈퍼스타☆햄스터)로 첫 데뷔를 하였으나, 2001. 10 이지와 마리의 연예계 은퇴로 해체.

## 구성원
- YURI(ゆり, 유리)
  - 1982년 3월 15일, 오사카부 네야가와시 출생.
  - 본명은 성우리(成友理)이며 일본명은 나카무라 유리(中村 ゆり)로, 재일 한국인 아버지와 한국인 어머니 사이에서 태어난 한국인이다. 현재는 가수 활동을 접고 배우로 활동 중이다.
- MARI(まり, 마리)
  - 1982년 1월 8일, 시가현 고카시 출생. 본명은 우치다 마리(内田 真理).
  - YURIMARI의 해산 후 네일 아티스트가 되기 위해 연예계를 은퇴하고 미국으로 출국. 일본으로 귀국 후 한 예능 프로에 출연하여 다시 탤런트에 데뷔하였으며, 현재 네일 아트숍을 운영하고 있다.

## 음반

### 싱글
|   | 싱글                                                                  | 발매일           | 사용                                                                   |
| - | --------------------------------------------------------------------- | ---------------- | ---------------------------------------------------------------------- |
| 1 | スーパースター☆ハムスター(슈퍼스타☆햄스터)                            | 1998년 2월 11일  | 오디션 프로그램 «ASAYAN»의 엔딩                                        |
| 2 | 未来はコンピューターネットワークの中に(미래는 컴퓨터 네트워크 속에서) | 1998년 5월 8일   | 오디션 프로그램 «ASAYAN»의 엔딩                                        |
| 3 | Hello, I love you.                                                    | 1998년 8월 19일  | TV 애니메이션 «닥터 슬럼프»의 오프닝                                   |
| 4 | love love dreamer                                                     | 1998년 10월 14일 | 모리나가 초콜릿 CM / TV시즈오카 로컬 프로그램 «쿠사데카»의 오프닝·엔딩 |
| 5 | 初恋〜はるかなる想い〜(첫 사랑, 아득한 마음)                          | 1999년 1월 27일  | 아사히 음료 16차(茶) CM / 오디션 프로그램 «ASAYAN»의 엔딩              |
| 6 | 街路樹(가로수)                                                        | 1999년 5월 8일   |                                                                        |

### 앨범
- Love Love Dreamer (1999년 2월) - «쿠사데카»의 주제가

]